# Mhlume Peacemakers FC
Der Mhlume Peacemakers Football Club war ein Fußballverein aus Mhlume, Eswatini.

## Geschichte
Der größte Erfolg des Vereines war 1981 der Gewinn der Swazi Premier League. Er konnte sich damit für den afrikanischen Wettbewerb qualifizieren, wo er die zweite Spielrunde erreichte. Der Verein fusionierte Anfang der 1990er Jahre mit dem Mhlume FC zum Mhlume United FC.

## Erfolge
- Premier League (1): 1981

## Statistik in den CAF-Wettbewerben
| Wettbewerb             | Runde         | Gegner             | Hinspiel | Rückspiel |  |
| ---------------------- | ------------- | ------------------ | -------- | --------- |  |
|                        |               |                    |          |           |  |
| CAF Champions Cup 1982 | Qualifikation | Maseru Brothers FC | 1:0 (H)  | 2:2 (A)   |  |
|                        | 1. Runde      | AS Somasud         | 0:4 (A)  | 2:0 (H)   |  |